# Contea di Olmsted
La contea di Olmsted in inglese Olmsted County è una contea dello Stato del Minnesota, negli Stati Uniti. La popolazione al censimento del 2000 era di 124 277 abitanti. Il capoluogo di contea è Rochester